# 法國—越南關係
法越關係始於17世紀耶穌會神父羅歷山的傳教活動。18世紀期間，許多商人訪問越南，直到1787年至1789年皮尼奧·德·貝海納領導的法國軍隊的大力介入，幫助建立了阮朝。19世紀，法國以保護天主教傳教士在越南的工作為藉口，大力介入越南事務。

## 人文交流

### 旅行与簽證

持歐盟的法國護照之法國公民簽證要求分布圖：入境越南可以免簽證。

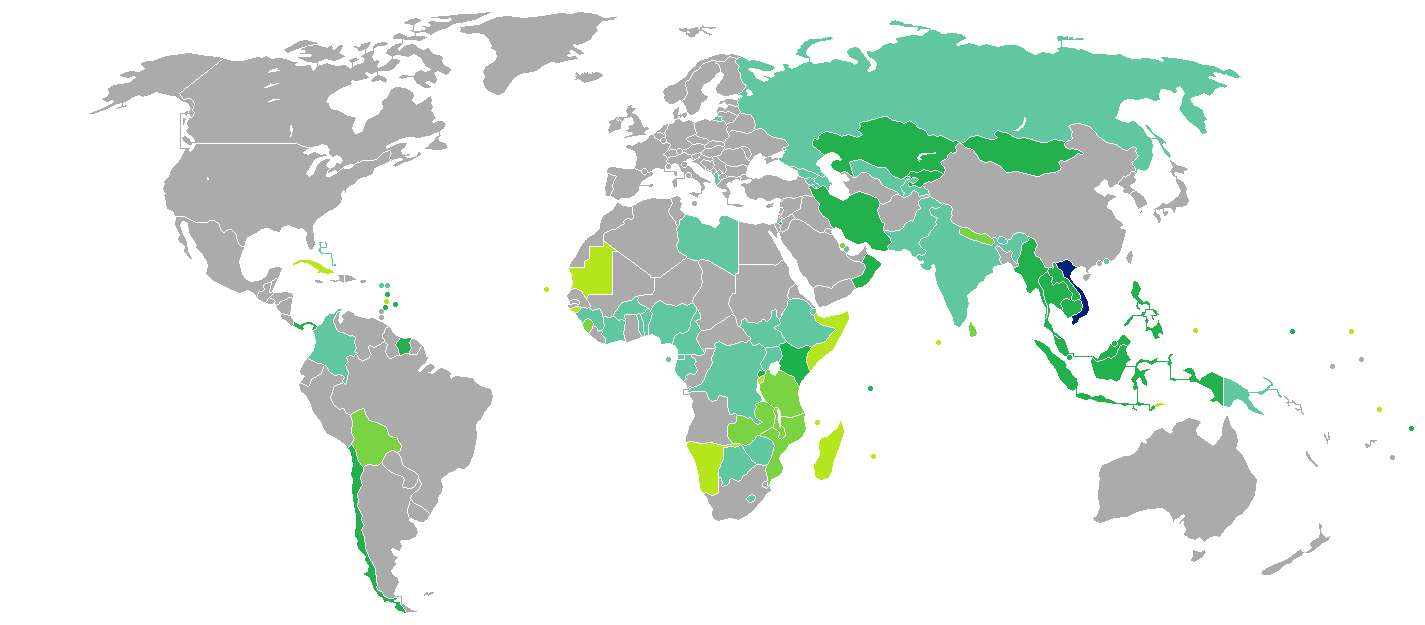
持越南護照的越南公民簽證要求分布圖：入境法国必须申请签证。

基于促进本国旅游业的发展的需要，越南政府单方面给予持法國護照之法國公民免签证入境待遇，可停留最多45天。也可以申請電子簽證经指定口岸入境越南，申请费用為25美元，停留不超過90天。而越南公民则必须提前申请签证方可入境法国。

## 延伸閱讀
- Britto, Karl Ashoka (2004). Disorientation: France, Vietnam, and the ambivalence of interculturality. Hong Kong: Hong Kong University Press. ISBN 9622096506.